# ジャッキー・クーパー
ジャッキー・クーパー（Jackie Cooper、本名：John Cooper, Jr.（ジョン・クーパー・Jr）、1922年9月15日 - 2011年5月3日）は、アメリカ合衆国カリフォルニア州ロサンゼルス出身の映画監督、俳優。

## 子役スターと呼ばれて
叔父は映画監督であるノーマン・タウログ。3歳のころ、叔父の影響もあって初めて映画に主演。ハル・ローチ作品の短編でキャリアをスタートさせる。その後、子役スターとして売り出し、叔父の監督作品『スキピイ』でアカデミー主演男優賞候補となった。健康的で、けな気な少年像を大切にしつつ、様々な役柄にも挑戦。『チャンプ』、『バワリイ』などが代表作となるが10代後半ともなると、さすがに役がつかなくなり活動が難しくなった。そして第二次世界大戦勃発と共にその存在は忘れられ、俳優としては困難に立たされる。ブロードウェイ進出を目論んだが、これも失敗。ついに引退を決意する。

## 名バイプレイヤー
1960年代、『戦慄の第四帝国』などのTV作品に出演を続けながらカムバックを狙っていたクーパーは、70年代に至るまで夥しい数のドラマに出演し、やがて再び顔が知られるようになる。実直、かつ沈着で観るものに安心感を与える存在感で、かつての子役時代とは趣を異にするような新境地を切り開き、やがてパニック物やサスペンス物の顔とまで呼ばれるようになる。
俳優活動と同時に、1964年ごろよりスクリーン・ジェームズ社TV製作部門の副社長としても手腕を発揮、退任後は1970年より多数のTV製作、監督を手がける。また映画では『スーパーマン』シリーズで主人公クラークの上司となるデイリー・プラネット社・編集長ペリー・ホワイト役で人気を博し、全作に登場。トム・ハンクスと共演した主演作『恋はお手あげ』では、軽妙な味のある演技を披露している。1989年に俳優業を引退した。
2011年5月3日、病気のため死去。89歳没。

## 作品
- サニー・サイド・アップ 1929年

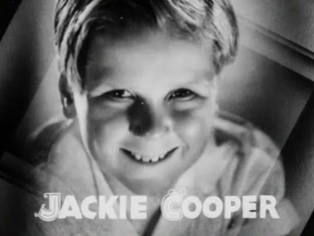
『Broadway to Hollywood』（1933年）

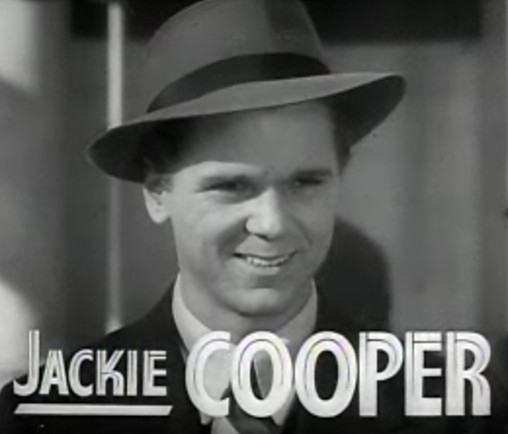
『Gallant Sons』（1940年）

- 1930年のフォックス・フォーリース 1930年
- ドノバン・キッド 1931年
- スキピイ 1931年
- チャンプ 1931年
- スーキイ 1931年
- 僕の武勇伝 1932年
- 僕の自叙伝 1932年
- 僕はカウボーイ 1932年
- バワリイ 1933年
- 宝島 1934年
- クーパーの餓鬼大将 1934年
- 僕は軍人 1935年
- 僕の脱走記 1936年
- 年ごろ 1938年
- 地獄への逆襲 1940年
- 戦慄の第四帝国 1968年
- ラブ・マシーン 1970年
- SF火星の謎/アストロノーツ 1971年
- 警部マクロード/ニューメキシコの顔 1972年
- 刑事コロンボ「野望の果て」 1973年
- 刑事コジャック「ニューヨーク300万ドル事件」 1974年
- 大襲来!吸血こうもり 1974年
- スーパーマン 1978年
- スーパーマンII/冒険篇 1981年
- スーパーマンIII/電子の要塞 1983年
- ジェシカおばさんの事件簿/サーカスに死が訪れる 1986年
- 俺がハマーだ! 1986~88年
- スーパーマンIV/最強の敵 1987年
- 恋はお手あげ 1987年
- スーパーキャリア2 1988年

## 監督業にまつわるトリビア
ジャッキーは『署長マクミラン』シリーズの作品である、「AFFAIR OF THE HEART」（日本未放映）の監督を手がけているが、実はこの物語のシナリオは、『刑事コロンボ』のために書かれながら、没になったシナリオを『マクミラン』シリーズの作品用に転用したものである。なお、『刑事コロンボ』としては、「華麗なる罠」のタイトルで1990年に放送されている。